# Graniță

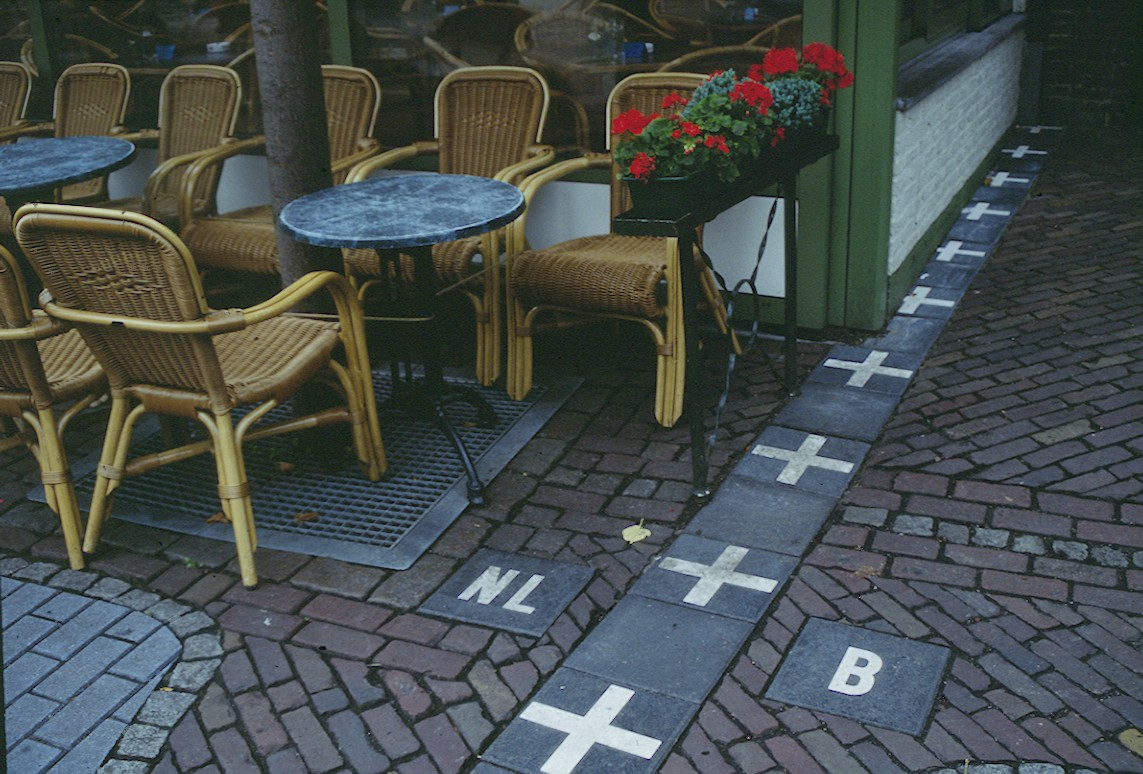
Granița dintre Olanda și Belgia trece prin localitatea Baarle

Graniță (sau frontieră) reprezintă limita naturală sau convențională care desparte două state. Frontiera de stat a fost definită în multe feluri, una din cele mai concise definiții o consideră ca fiind o limită juridică în cadrul căreia statul își exercită suveranitatea sa deplină și exclusivă, iar națiunea dreptul său la autodeterminare.
Potrivit dreptului internațional, teritoriul unui stat cuprinde solul, subsolul, apele precum și spațiul aerian de deasupra solului și apelor.
Cu scopul controlului la graniță, aeroporturile și porturile maritime sunt considerate ca granițe.
Pentru ca oamenii să treacă granițele sunt, uneori, necesare pașapoarte, vize, sau alte forme de identitate.
Pentru transportarea mărfurilor peste o graniță este necesar să se plătească taxe vamale, care sunt încasate de ofițeri vamali.